# Балашиха (городской округ)
Балаши́ха — административно-территориальная единица (город областного подчинения с административной территорией), в границах которой создано муниципальное образование городско́й о́круг Балаши́ха в центре Московской области России, включающее 13 населённых пунктов и образованное в 2005 году на территории упразднённого Балашихинского района. Крупнейший населённый пункт — город Балашиха.
В январе 2015 года городской округ Балашиха и городской округ Железнодорожный были объединены в новообразованное муниципальное образование, наделённое статусом городского округа — городской округ Балашиха.

## География
Площадь территории муниципального образования — 243,98 км².
Городской округ Балашиха граничит с:
- городом Москвой (на западе по МКАД),
- городским округом Мытищи (на северо-западе),
- городским округом Королёв (на севере),
- городским округом Щёлково (на северо-востоке),
- Богородским городским округом (на северо-востоке и востоке),
- Раменским городским округом (на юге),
- городским округом Люберцы (на юге),
- районами / муниципальными округами Косино-Ухтомский и Новокосино города Москвы (на юго-западе),
- городским округом Реутов (на юго-западе).

Территория городского округа окружает со всех сторон московский район / муниципальный округ Восточный.

## Природа

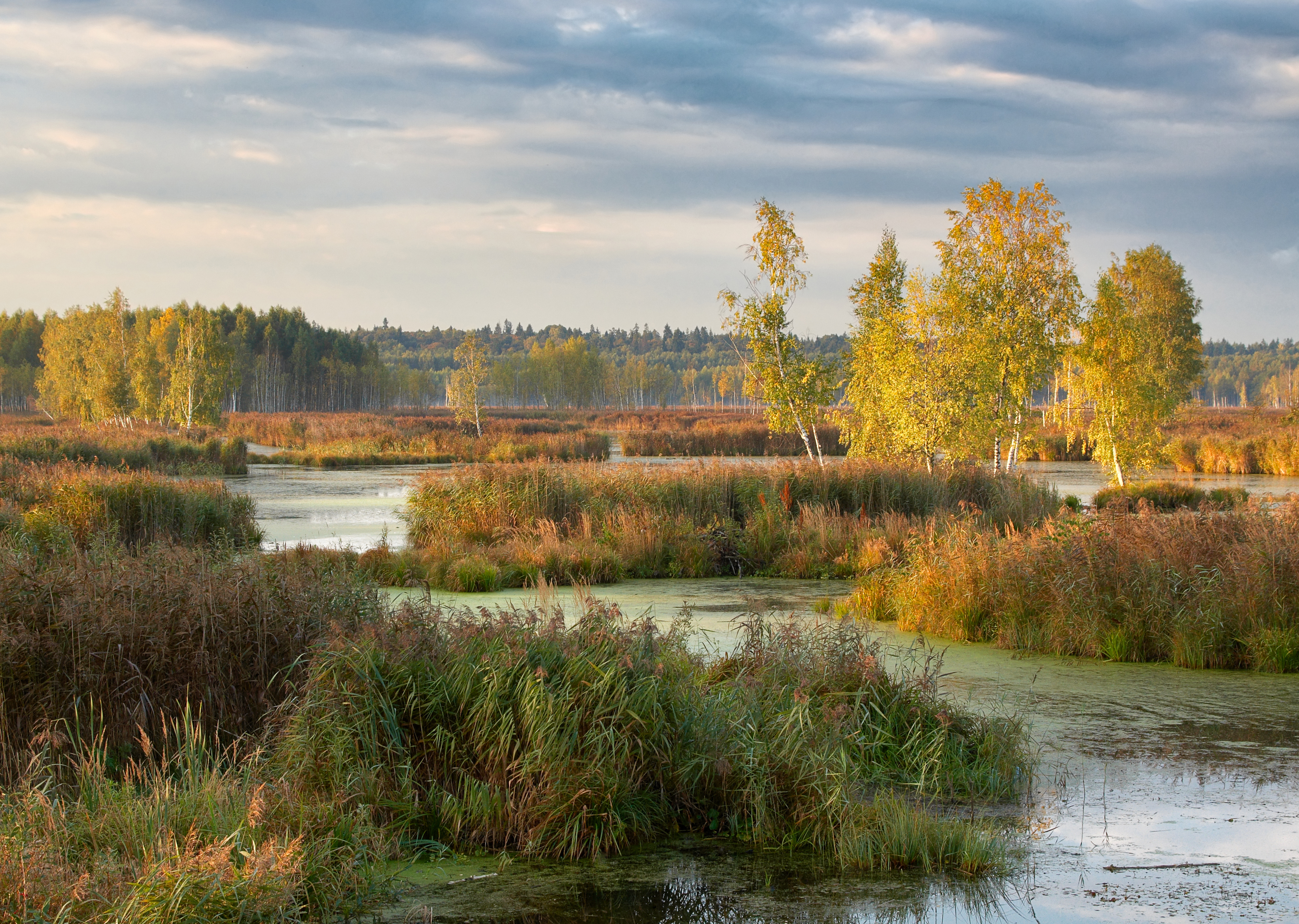
Национальный парк «Лосиный Остров»

Городской округ Балашиха находится в пределах Мещерской низменности и представляет собой песчано-галечную равнину ледникового происхождения с уклоном к востоку. Почвы в основном песчаные, дерново-подзолистые, местами подзолисто-болотные.
Основная река городского округа — Пехорка, левый приток Москвы-реки, образующая в пределах городской черты несколько обширных и живописных прудов. В неё впадает речка Горенка, вытекающая в настоящее время из расположенного к северо-западу от города Мазуринского озера. Речка связана специальным каналом с водохранилищем-«ковшом» при Восточной водопроводной станции. По этому каналу сбрасываются излишки волжской воды, поступающей на станцию с Акуловского гидроузла, обводняя при этом Пехорку и Москву-реку.
Помимо рек на территории городского округа находятся многочисленные озера, в числе которых Бабошкино, Марьино, Юшино (второе), Безменовский карьер (Козлово, третье), Мазуринское озеро.
Балашиху окружают леса, в основном смешанные. С запада — елово-широколиственные, с востока — сосново-широколиственные. Много древесной растительности и в пределах самого города: лесные массивы вклиниваются во все основные районы Балашихи.
Вокруг города кольцом расположились старинные усадебные парки. С юга — парки Горенок и Пехры-Яковлевского, Салтыковки, на севере — парк усадьбы Пехра-Покровское. В каждом из этих парков высаживались растения, в диком виде не встречающиеся в здешних местах. Многие из них хорошо прижились на новом месте. До сих пор вокруг Балашихи встречаются интродуценты — растения, привнесённые сюда человеком.

## История
29 декабря 2004 года муниципальное образование «Балашихинский район Московской области» со статусом муниципального района с 1 января 2006 года было преобразовано в единое муниципальное образование городской округ Балашиха.
7 июля 2006 года был принят закон «О городском округе Балашиха и его границе».
Глава городского округа Балашиха 26 февраля 2007 года подписал постановление «Об упорядочении адресного хозяйства на территории городского округа Балашиха», согласно которому, бывший военный городок с населением около 25000 человек и названием посёлок Заря будет именоваться микрорайоном Заря городского округа Балашиха.
В 2011 году был окончательно упразднён Балашихинский административный район: его территория целиком была передана в административное подчинение города Балашихи.
25 декабря 2014 года Московская областная дума одобрила внесённый губернатором Московской области закон об объединении городов Балашиха и Железнодорожный с сохранением названия Балашиха. Закон был опубликован 12 января 2015 и через 10 дней вступил в силу.

## Население
| 2008     | 2009     | 2010     | 2011     | 2012     | 2013     | 2014     |
| -------- | -------- | -------- | -------- | -------- | -------- | -------- |
| 192 837  | ↗199 684 | ↗225 381 | ↗231 395 | →231 395 | ↗245 173 | ↗257 355 |
| 2015     | 2016     | 2017     | 2018     | 2019     | 2020     | 2021     |
| ↗271 961 | ↗440 513 | ↗462 731 | ↗479 987 | ↗501 610 | ↗518 788 | ↗543 432 |
| 2023     | 2024     |          |          |          |          |          |
| ↗549 846 | ↗554 248 |          |          |          |          |          |

Население городского округа после объединения с упразднённым городским округом Железнодорожный по состоянию на 1 января 2024 г. составило 554 248 человек (на 2015 год в новых границах — 423 946 человек).

### Урбанизация
В городских условиях проживают 97,69 % населения.

### Национальный состав
По итогам переписи населения 2020 года проживали следующие национальности (национальности менее 0,1 % и другое, см. в сноске к строке «Другие»):
| Национальность | Численность, чел. | Доля     |
| -------------- | ----------------- | -------- |
| Русские        | 426 872           | 78,55 %  |
| Армяне         | 5459              | 1,00 %   |
| Татары         | 4461              | 0,82 %   |
| Украинцы       | 3930              | 0,72 %   |
| Таджики        | 2090              | 0,38 %   |
| Азербайджанцы  | 1819              | 0,33 %   |
| Узбеки         | 1351              | 0,25 %   |
| Киргизы        | 1340              | 0,25 %   |
| Белорусы       | 1191              | 0,22 %   |
| Чуваши         | 1090              | 0,20 %   |
| Мордва         | 753               | 0,14 %   |
| Грузины        | 723               | 0,13 %   |
| Казахи         | 667               | 0,12 %   |
| Лезгины        | 660               | 0,12 %   |
| Молдаване      | 626               | 0,12 %   |
| Другие         | 90 400            | 16,65 %  |
| Итого          | 543 432           | 100,00 % |

## Состав
В состав городского округа Балашиха входят 13 населённых пунктов.
| №  | Населённый пункт    | Тип населённого пункта        | Население |
| -- | ------------------- | ----------------------------- | --------- |
| 1  | Балашиха            | город, административный центр | ↗530 311  |
| 2  | Дятловка            | деревня                       | ↗196      |
| 3  | Новый Милет         | село                          | ↘620      |
| 4  | Павлино             | деревня                       | ↗3619     |
| 5  | Пестово             | деревня                       | ↗135      |
| 6  | Полтево             | деревня                       | ↗264      |
| 7  | Пуршево             | деревня                       | ↗3075     |
| 8  | Русавкино-Поповщино | деревня                       | ↗93       |
| 9  | Русавкино-Романово  | деревня                       | ↗171      |
| 10 | Соболиха            | деревня                       | ↗240      |
| 11 | Федурново           | деревня                       | ↗4107     |
| 12 | Фенино              | деревня                       | →156      |
| 13 | Чёрное              | деревня                       | ↗5600     |

До 2004 года сельские населённые пункты современного городского округа входили в Черновский сельский округ Балашихинского района.

## Местное самоуправление
В соответствии с Указом Президента РСФСР от 22 августа 1991 года № 75 «О некоторых вопросах деятельности исполнительной власти в РСФСР» исполнительный комитет Балашихинского городского Совета прекратил деятельность, а его функции с 4 января 1992 года перешли к созданной Администрации Балашихинского района.
Глава городского округа Балашиха — Сергей Геннадиевич Юров (2017).
Председатель Совета депутатов Городского округа Балашиха — Геннадий Владимирович Попов (2017).

### Порядок избрания главы городского округа с 2011 года
8 февраля 2011 года Совет депутатов городского округа вынес Решение, согласно которому в Устав г.о. Балашиха был внесён ряд изменений. Наиболее серьёзной стала поправка, касающаяся порядка избрания главы городского округа (отменяющая его народное избрание).
Глава городского округа избирается Советом депутатов городского округа из своего состава на срок полномочий Совета депутатов городского округа, принявшего решение о назначении лица на должность главы городского округа.

Глава городского округа считается избранным, если за него проголосовало более половины от установленной численности депутатов Совета депутатов.

Глава городского округа исполняет полномочия председателя Совета депутатов городского округа. (Ст. 25 ч. 2)
В составе Совета депутатов находится всего 25 депутатов (при населении в городском округе уже около 250 000 человек). Таким образом, как было отмечено рядом выступавших ещё на слушаниях Проекта решения Совета депутатов городского округа Балашиха «О внесении изменений в Устав городского округа Балашиха», происходит узурпация власти и установление автократического режима в Балашихе, с дальнейшим развитием клептократии в масштабах округа. Было также указано, что отстранение жителей Балашихи от прямых выборов Главы Балашихи недопустимо и нарушает демократические принципы Российской Федерации. Несмотря на все возражения, решение в итоге было принято.

### Текущий порядок избрания главы городского округа
Согласно действующему на 2017 год уставу городского округа Балашиха, Глава Городского округа Балашиха избирается сроком на 5 лет Советом депутатов Городского округа из числа кандидатов, представленных конкурсной комиссией по результатам конкурса по отбору кандидатур на должность Главы Городского округа, и возглавляет Администрацию Городского округа.
Главой Городского округа может быть избран гражданин Российской Федерации, достигший возраста 21 года.
Порядок проведения конкурса по отбору кандидатур на должность Главы Городского округа утверждается Советом депутатов Городского округа. Порядок проведения конкурса должен предусматривать опубликование условий конкурса, сведений о дате, времени и месте его проведения не позднее чем за 20 дней до дня проведения конкурса

## Экономика
Перечень системообразующих организаций Московской области на территории округа
- ПАО «Авиационная корпорация Рубин»
- Группа компаний «Байкал Сервис»: ООО «Байкал-Сервис транспортная компания»
- ООО «БС-центр»
- ЗАО «Балашихинская электросеть»
- МУП «Балашихинский водоканал»
- ОАО «Балашихинский литейно-механический завод»
- ОАО «Вымпел-Коммуникации ПАО ВЫМПЕЛКОМ»
- ООО «Гранель Инжиниринг»
- ООО «КОФ ПАЛИТРА»
- ПАО «Криогенного машиностроения»
- АО «МОСВОДОКАНАЛ»
- АО «Мособлэнергогаз»
- АО «НАУЧНО-ИССЛЕДОВАТЕЛЬСКИЙ ИНЖЕНЕРНЫЙ ИНСТИТУТ»
- АО «НИТИ ИМ. П.И. СНЕГИРЕВА»
- ООО «РОКВУЛ»
- ООО «САМ-МБ»
- ООО «СТД Петрович»
- МУП «Теплосети г. Железнодорожного Московской области»
- ООО «Хартия»
- АО «345 механический завод»
- ООО «Тепловые сети Балашихи»

Предприятия малого бизнеса
Выпускают кондитерские изделия, рыбные консервы и пресервы, косметика, оконные блоки, асфальтовые и бетонные смеси, замки, противопожарное и вентиляционное оборудование, мебель и другое.

## Достопримечательности. Архитектура
На территории городского округа находятся:
- бывшая усадьба Разумовских Горенки (теперь Московский областной санаторий внелёгочных форм туберкулеза «Красная Роза»; главное здание выстроено арх. А. А. Менеласом во второй половине XVIII века) с пейзажным парком (ранее здесь размещался крупнейший в России ботанический сад);
- в Балашихе — бывшая усадьба Голицыных Пехра-Яковлевское с церковью-ротондой (1786);
- Троицкое-Кайнарджи[39], бывшая усадьба генерал-фельдмаршала Румянцева-Задунайского;
- Историко-краеведческий музей в городе Балашиха.
- Музей Войск противовоздушной обороны с уникальной экспозицией.

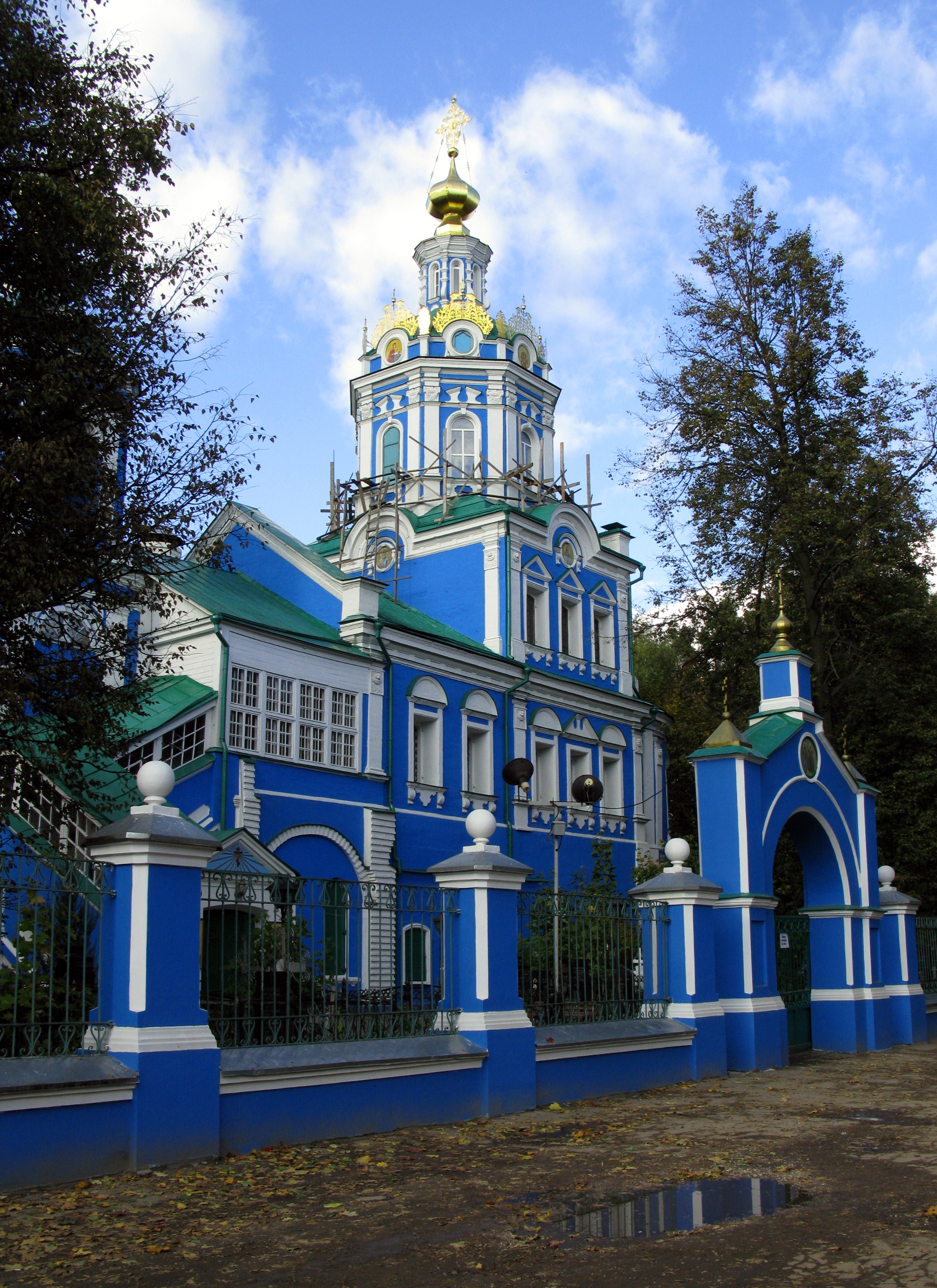
Церковь Михаила Архангела (Никольское-Архангельское)
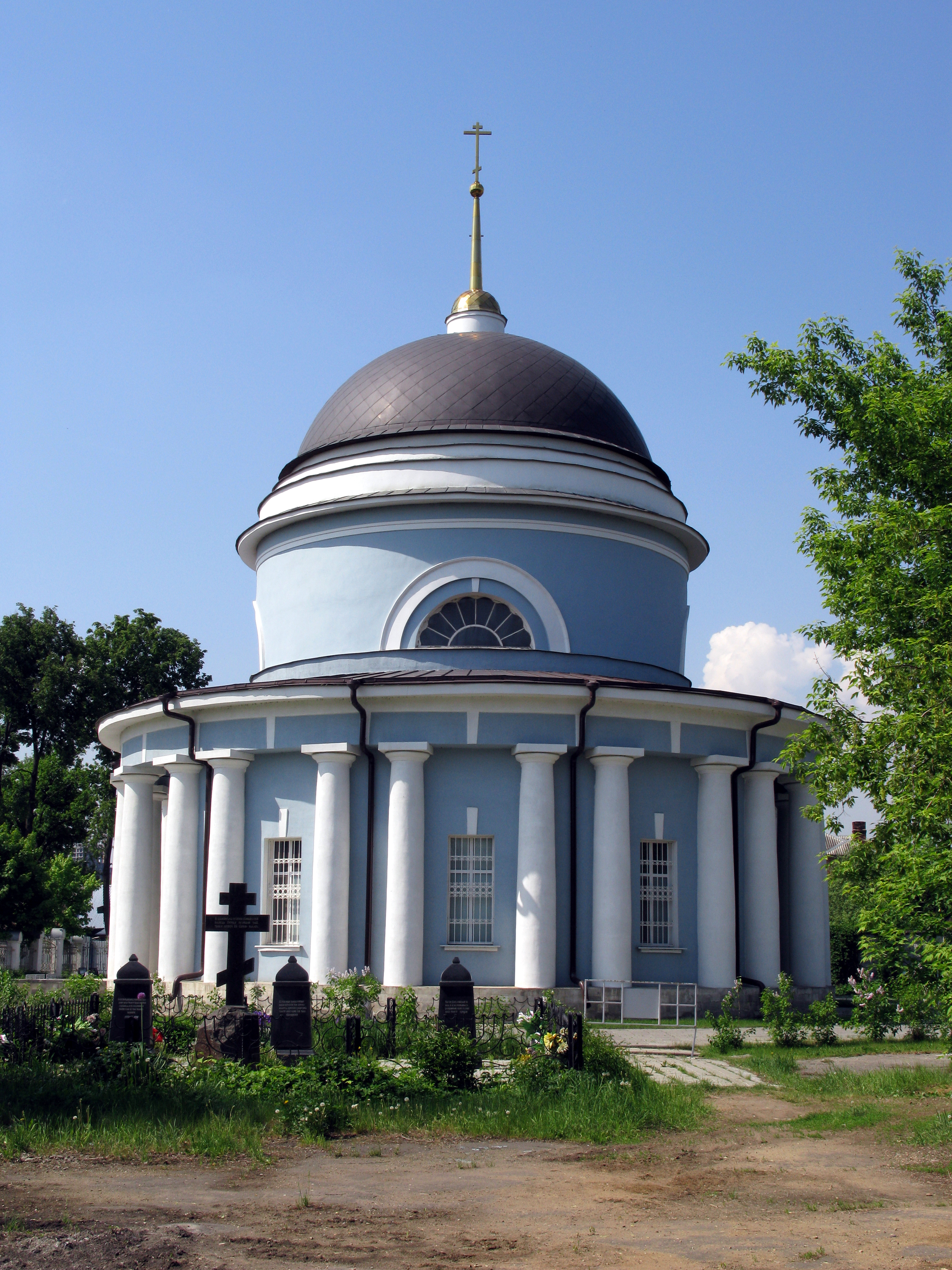
Храм Покрова Пресвятой Богородицы (Пехра-Покровское)
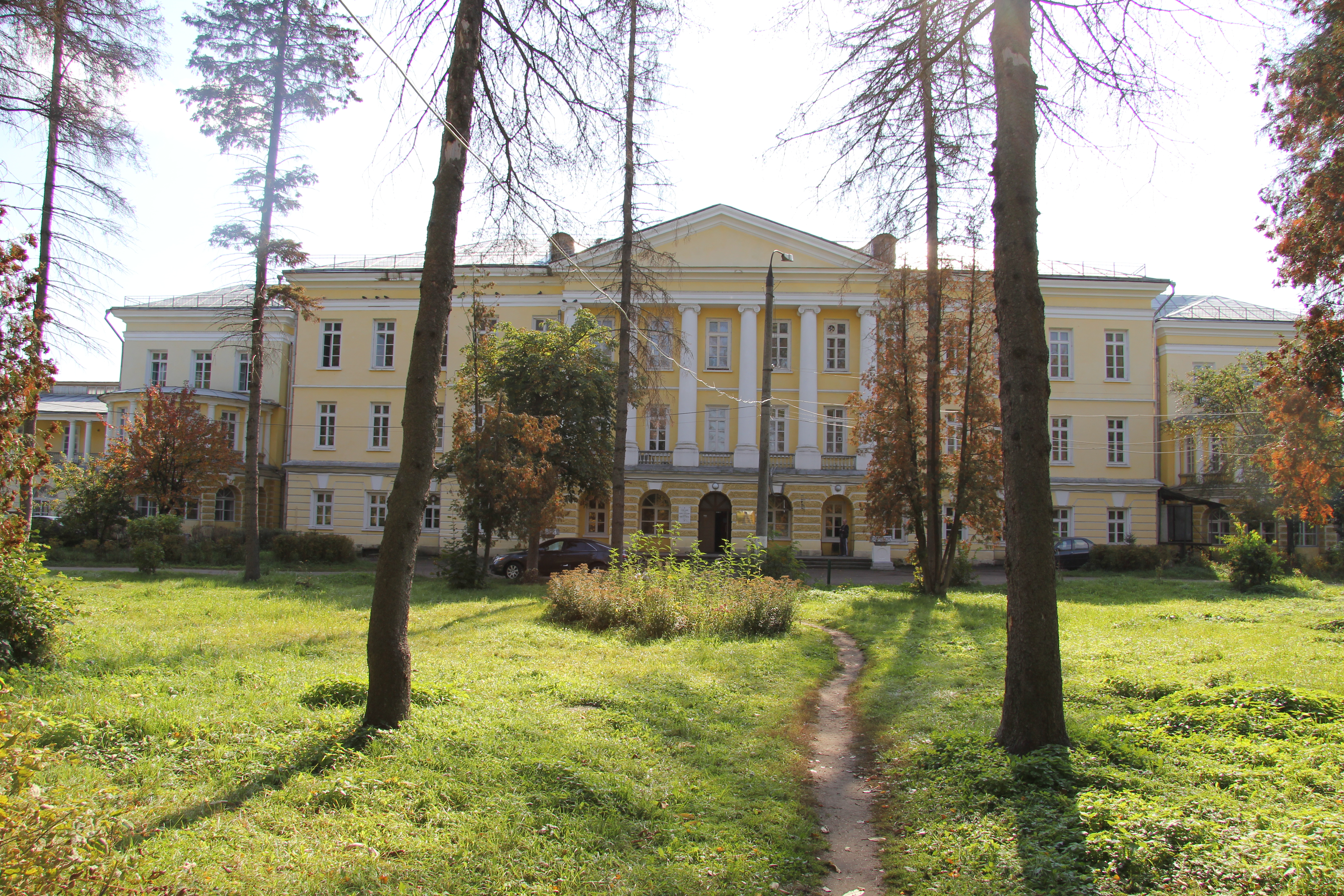
Бывшая усадьба Разумовских Горенки
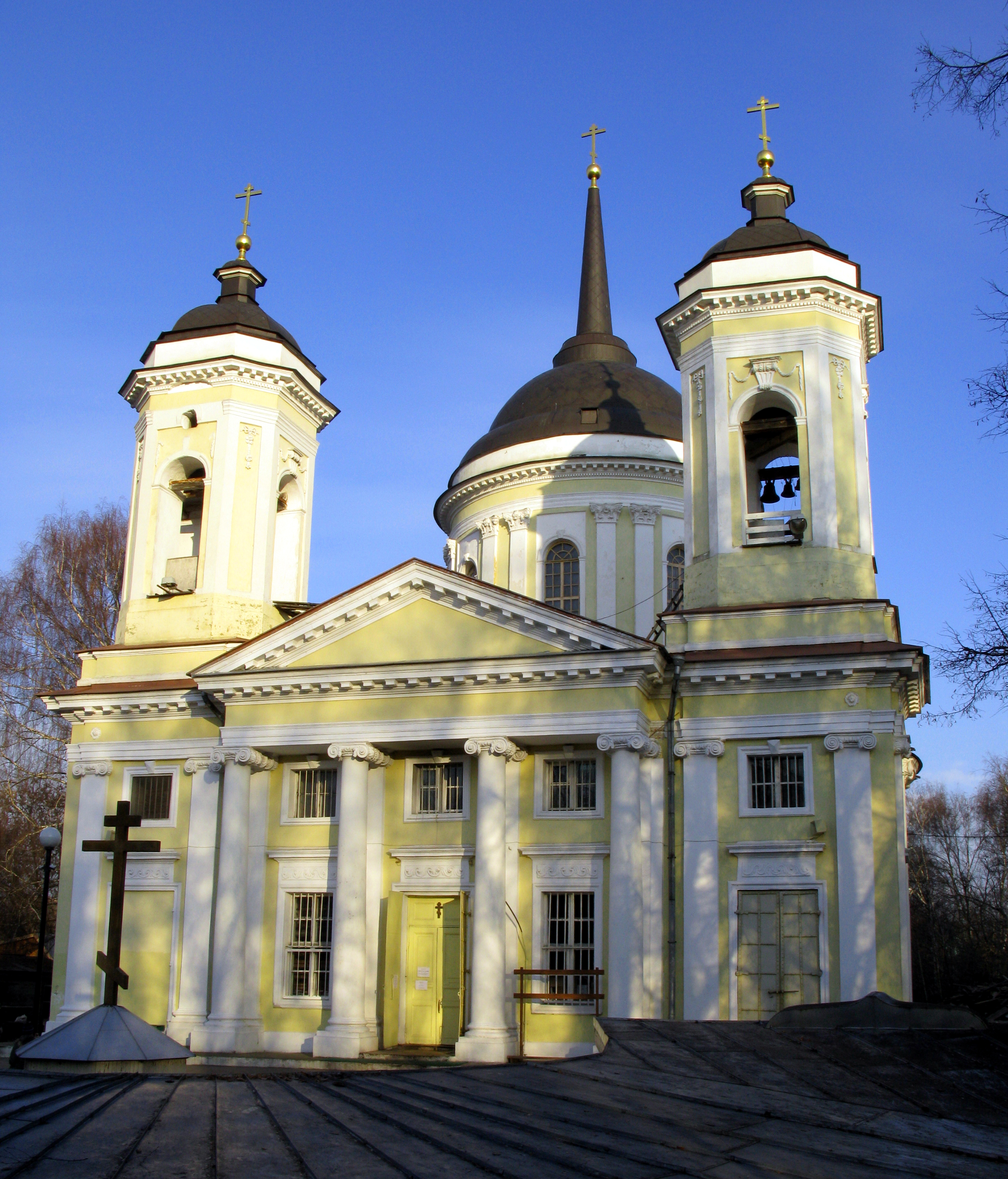
Преображенский храм (Пехра-Яковлевское)
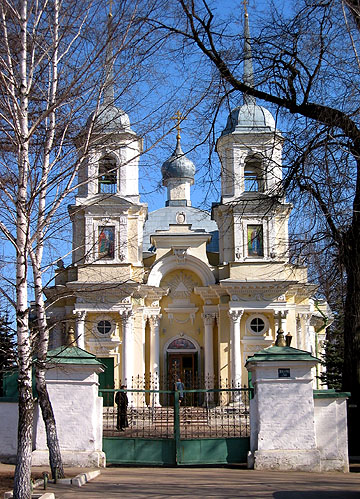
Храм Троицы в имении Троицкое-Кайнарджи

## Транспорт
- автомагистраль Москва — Нижний Новгород (Горьковское шоссе)
- Носовихинское шоссе
- Щёлковское шоссе